# Nesticus kaiensis
Nesticus kaiensis är en spindelart som beskrevs av Takeo Yaginuma 1979. Nesticus kaiensis ingår i släktet Nesticus och familjen grottspindlar. Inga underarter finns listade i Catalogue of Life.